# Joachim Nzotungicimpaye
Pour les articles homonymes, voir Nzotungicimpaye.
Joachim Nzotungicimpaye était un mathématicien burundais et professeur des universités. Il est né le 7 août 1952 à Bukeye, Burundi et est mort le 9 avril 2021 à Bujumbura, Burundi.

## Formation
En 1986, Joachim Nzotungicimpaye a acquis un doctorat en sciences (option physique mathématique) de l'Université catholique de Louvain à Louvain-La-Neuve, sous la supervision de David Speiser. De la même université, il a obtenu une licence spéciale en physique en 1980 ainsi qu'une licence en sciences mathématiques en 1975. Il a complété ses deux premieres années d'études universitaires (candidatures) en sciences mathématiques à l'Université du Burundi en 1973.

## Carrière
Après ses études doctorales en Europe, Prof. Nzotungicimpaye a occupé plusieurs fonctions académiques et administratives dans des universités en Afrique - plus particulièrement au Burundi et au Rwanda.
De juillet 1986 à décembre 1989, il est professeur assistant à l'Université du Burundi. En janvier 1990, il fut promu au rang de professeur associé à la même université où il a continué à travailler jusqu'en mars 2000. Entre avril 2000 et juin 2018, il est professeur associé à l'Université du Rwanda. À part ses contributions dans l'enseignement et la recherche à cette université, il a initié des projets pour la promotion de l'enseignement et l'apprentissage des sciences et des mathématiques au Rwanda. Aussi, il a été parmi les initiateurs et directeurs d'un centre d'excellence pour l'innovation dans l'enseignement et l'apprentissage des sciences et des mathématiques dans la région de l'Afrique de l'Est.
Après sa carrière au Rwanda, Prof. Nzotungicimpaye est retourné au Burundi où il a été Directeur Assurance Qualité à l'Université Lumière de Bujumbura jusqu'à sa mort.

## Enseignement
Pendant plus de 30 ans, Prof. Nzotungicimpaye a conçu, développé, et enseigné plusieurs modules et cours de premier et deuxième cycles universitaires. Entre autres, il a enseigné l'algèbre, la théorie des groupes, la relativité générale, la relativité spéciale, et l'histoire des sciences à l'Université du Burundi; l'analyse mathématique, la géométrie analytique, la théorie des groupes pour les chimistes, la logique mathématique et théorie des ensembles, ainsi que l'histoire et la philosophie des mathématiques à l'Université du Rwanda; la géométrie infinitésimale à l'Institut supérieur pédagogique de Bukavu. De plus, il a dirigé des travaux de fin d'études de plusieurs étudiants originaires de l'Afrique de l'Est - notamment du Burundi, du Rwanda et de la Tanzanie. Certains de ses anciens étudiants sont, à leur tour, devenus des enseignants et professeurs des universités.

## Recherches
Prof. Nzotungicimpaye a fait des contributions fondamentales à la théorie des groupes (Groupes de Lie, de Galilée, et de Poincaré) et ses applications en physique théorique et mathématique. Dans ses recherches, Il a collaboré avec des chercheurs de l'Université catholique de Louvain, Université du Burundi, École normale supérieure de Bujumbura, Université du Rwanda, Institut de mathématiques et de sciences physiques et Polytechnique Montréal. Il a effectué des visites de recherche au Centre international de physique théorique en Italie et à l'Institut de mathématiques et de sciences physiques au Bénin. Il a publié dans des revues scientifiques internationales telles que Letters in Mathematical Physics, Journal of Physics, Journal of Physics Communications, et Journal of Mathematical Physics.